# Pczelin (obwód sofijski)
Pczelin (bułg. Пчелин) – wieś w Bułgarii, w obwodzie sofijskim, w gminie Kostenec. Według danych szacunkowych Ujednoliconego Systemu Ewidencji Ludności oraz Usług Administracyjnych dla Ludności, 15 września 2022 roku miejscowość liczyła 263 mieszkańców.